# Palácio da Credenza
O Palácio da Credenza (em italiano:  Palazzo della Credenza) é um edifício histórico em Ivrea na Itália.

## História
O edifício foi construído no início do século XIV, na praça do mercado da cidade alta de Ivrea, para abrigar a sede do conselho da livre comuna de Ivrea. Esta instituição era conhecida como Credenza, por isso o nome do edifício.

## Descrição
O edifício possui três andares e é construído com tijolos. A fachada principal apresenta um pórtico com arcos ogivais e janelas arqueadas nos andares superiores.

## Galeria

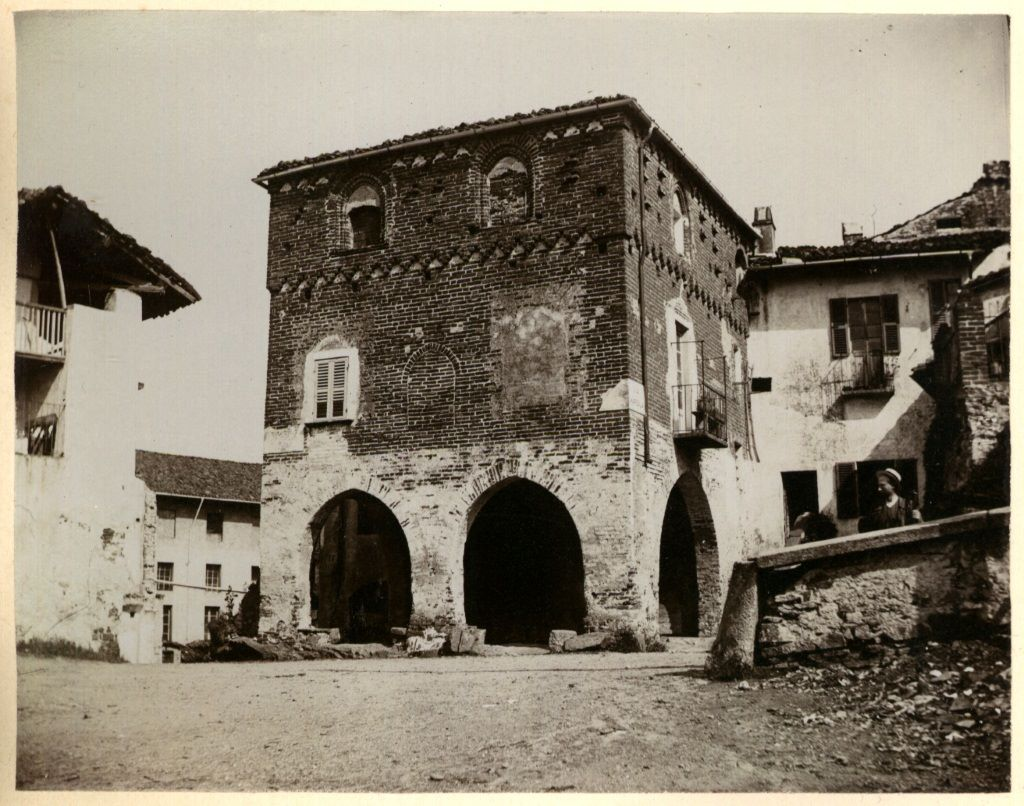
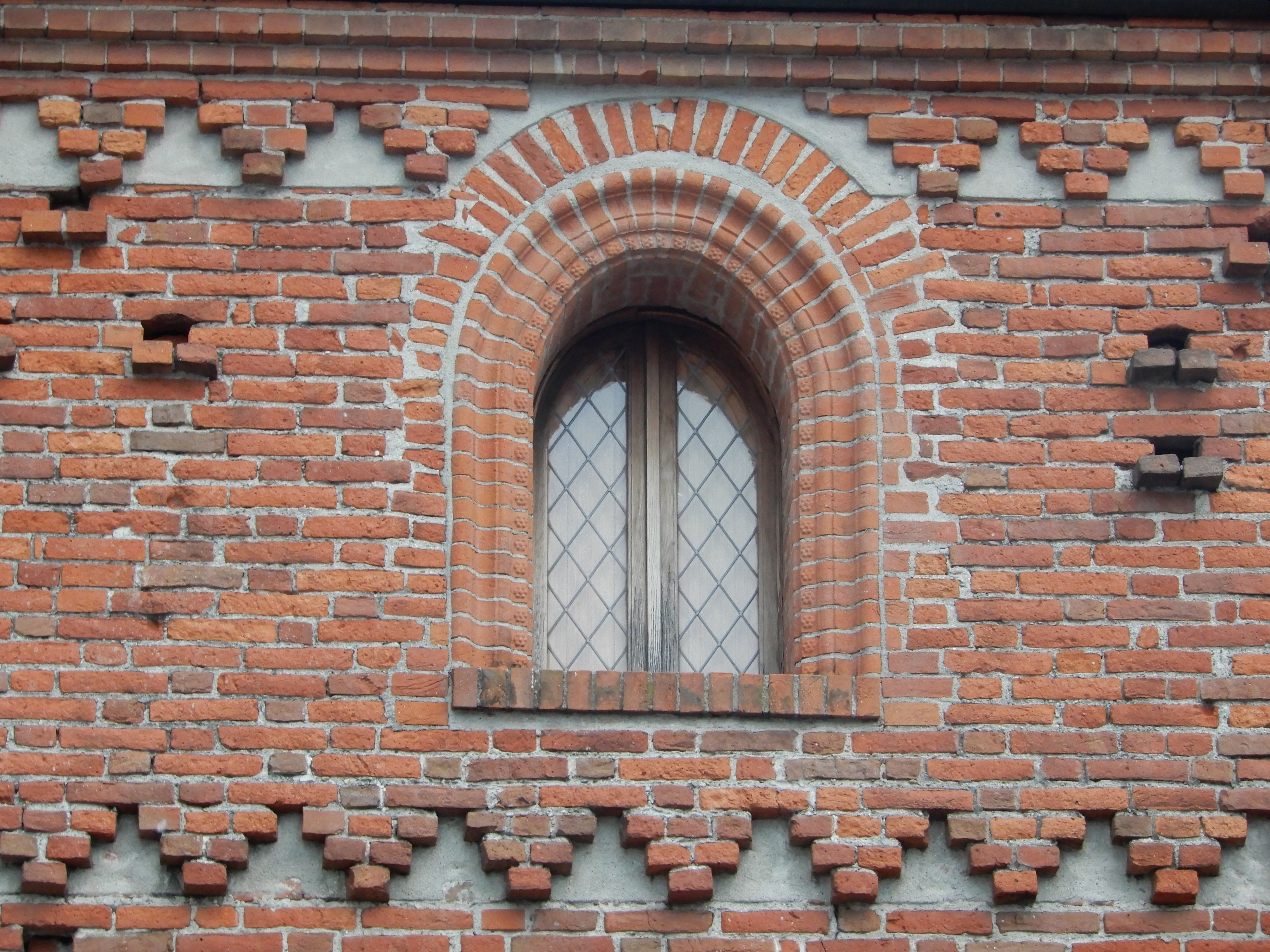
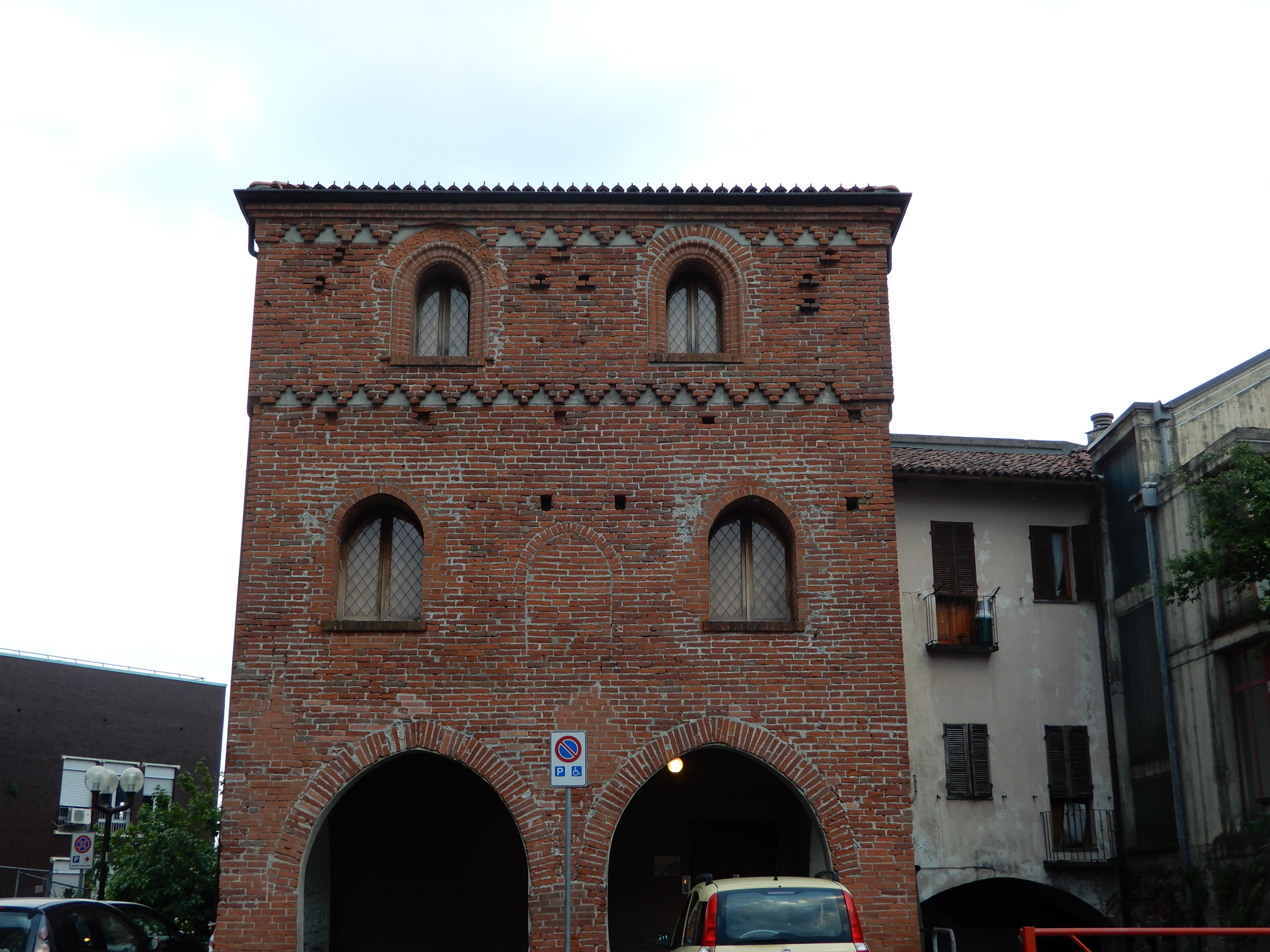